# Evy Poppe
Evy Poppe (* 2. März 2004 in Gent) ist eine belgische Snowboarderin. Sie startet in den Disziplinen Slopestyle und Big Air.

## Werdegang
Poppe startete im November 2017 in Landgraaf erstmals im Europacup und errang dort den zweiten Platz im Slopestyle. In der Saison 2018/19 holte sie im Big Air in Kühtai ihren ersten Sieg im Europacup und gewann bei den Juniorenweltmeisterschaften 2019 im Kläppen die Bronzemedaille im Slopestyle. Zudem wurde sie dort Vierte im Slopestyle. Im folgenden Jahr holte sie bei den Olympischen Jugend-Winterspielen in Lausanne die Goldmedaille im Slopestyle und errang dort zudem den zehnten Platz im Big Air. In der Saison 2020/21 gab sie am Kreischberg ihr Debüt im Snowboard-Weltcup, welches sie auf dem 23. Platz im Big Air beendete und belegte bei den Snowboard-Weltmeisterschaften 2021 in Aspen den 23. Platz im Slopestyle. Bei den Juniorenweltmeisterschaften 2021 in Krasnojarsk gewann sie die Bronzemedaille im Big Air und die Goldmedaille im Slopestyle. In der folgenden Saison erreichte sie in Calgary mit Rang sechs im Slopestyle ihre erste Top-Zehn-Platzierung im Weltcup und zum Saisonende den 22. Platz im Park & Pipe-Weltcup. Beim Saisonhöhepunkt, den Olympischen Winterspielen im Februar 2022 in Peking, belegte sie den 24. Platz im Big Air und den 14. Rang im Slopestyle. Zu Beginn der Saison 2022/23 errang sie mit Platz zwei im Big Air in Edmonton ihre erste Podestplatzierung im Weltcup.

## Teilnahmen an Weltmeisterschaften und Olympischen Winterspielen

### Olympische Winterspiele
- 2022 Peking: 14. Platz Slopestyle, 24. Platz Big Air

### Snowboard-Weltmeisterschaften
- 2021 Aspen: 23. Platz Slopestyle
- 2023 Bakuriani: 14. Platz Slopestyle, 16. Platz Big Air
- 2025 Engadin: 22. Platz Big Air, 24. Platz Slopestyle